# Йенсен, Майк
Майк Ли́ндеманн Йе́нсен (дат. Mike Lindemann Jensen; род. 19 февраля 1988[…], Херлев, Копенгаген) — датский футболист, полузащитник.

## Клубная карьера
Воспитанник школы «Брондбю». Во взрослом футболе дебютировал в 2006 году выступлениями за основную команду того же клуба и провёл в ней восемь сезонов своей игровой карьеры. Правда, в 2008 году он отдавался в аренду в «Мальмё» на полгода. В 2006 году был удостоен приза футболист года в Дании среди игроков до 19 лет.
В феврале 2013 года подписал долгосрочный контракт с норвежским «Русенборгом».. В своей первой игре за новый клуб против «Одд Гренланд», забил победный гол. С 2015 года является вице-капитаном «Русенборга», но на деле именно Майк выводит свою команду как капитан, в связи с тяжелой травмой Торе Региниуссена.

## Выступления за сборные
В течение 2008—2011 годов привлекался в состав молодёжной сборной Дании. На молодёжном уровне сыграл в 27 официальных матчах.
В августе 2010 года дебютировал в официальном матче в составе национальной сборной Дании против сборной Турции.

## Достижения
«Русенборг»
- Чемпион Норвегии (4): 2015, 2016, 2017, 2018
- Обладатель Кубка Норвегии (3): 2015, 2016, 2018
- Обладатель Суперкубка Норвегии: 2017

«Брондбю»
- Обладатель Кубка Дании: 2007/08

## Статистика

### Выступления за клубы
| Клуб             | Сезон            | Чемпионат | Чемпионат | Кубок | Кубок | Еврокубки | Еврокубки | Итого | Итого |
| Клуб             | Сезон            | Игры      | Голы      | Игры  | Голы  | Игры      | Голы      | Игры  | Голы  |
| ---------------- | ---------------- | --------- | --------- | ----- | ----- | --------- | --------- | ----- | ----- |
| Брондбю          |                  |           |           |       |       |           |           |       |       |
| 2005/06          | 2                | 0         | 0         | 0     | 0     | 0         | 2         | 0     |       |
| 2006/07          | 13               | 1         | 0         | 0     | 0     | 0         | 13        | 1     |       |
| 2007/08          | 13               | 0         | 0         | 0     | 0     | 0         | 13        | 0     |       |
| Мальмё           | 2008             | 11        | 0         | 0     | 0     | 0         | 0         | 11    | 0     |
| Брондбю          |                  |           |           |       |       |           |           |       |       |
| 2008/09          | 6                | 0         | 0         | 0     | 0     | 0         | 6         | 0     |       |
| 2009/10          | 30               | 2         | 0         | 0     | 0     | 0         | 30        | 2     |       |
| 2010/11          | 32               | 5         | 0         | 0     | 0     | 0         | 32        | 5     |       |
| 2011/12          | 18               | 2         | 0         | 0     | 0     | 0         | 18        | 2     |       |
| 2012/13          | 19               | 2         | 2         | 0     | 0     | 0         | 21        | 2     |       |
| Русенборг        |                  |           |           |       |       |           |           |       |       |
| 2013             | 27               | 4         | 4         | 2     | 4     | 0         | 35        | 6     |       |
| 2014             | 29               | 9         | 1         | 0     | 6     | 4         | 36        | 13    |       |
| 2015             | 29               | 3         | 5         | 2     | 10    | 1         | 40        | 4     |       |
| Всего за карьеру | Всего за карьеру | 229       | 28        | 12    | 4     | 20        | 5         | 241   | 35    |

### Матчи Йенсена за сборную Дании
| Матчи Йенсена за сборную Дании | Матчи Йенсена за сборную Дании | Матчи Йенсена за сборную Дании | Матчи Йенсена за сборную Дании | Матчи Йенсена за сборную Дании | Матчи Йенсена за сборную Дании |
| ------------------------------ | ------------------------------ | ------------------------------ | ------------------------------ | ------------------------------ | ------------------------------ |
| №                              | Дата                           | Соперник                       | Счёт                           | Голы Йенсена                   | Соревнование                   |
| 1                              | 11 августа 2010                | Германия                       | 2:2                            | —                              | Товарищеский матч              |
| 2                              | 14 августа 2013                | Польша                         | 2:3                            | —                              | Товарищеский матч              |
| 3                              | 3 июня 2016                    | Босния и Герцеговина           | 2:2                            | —                              | Товарищеский матч              |
| 4                              | 15 ноября 2016                 | Чехия                          | 1:1                            | —                              | Товарищеский матч              |
| 5                              | 1 сентября 2017                | Польша                         | 4:0                            | —                              | Чемпионат мира 2018 (отбор)    |
| 6                              | 27 марта 2018                  | Чили                           | 0:0                            | —                              | Товарищеский матч              |
| 7                              | 16 октября 2018                | Австрия                        | 2:0                            | —                              | Товарищеский матч              |

Итого: 7 матчей / 0 голов; 2 победы, 4 ничьи, 1 поражение.